# Chiesa di San Nicolò ai Celestini
La chiesa di San Nicolò ai Celestini, conosciuta anche come chiesa di Plorzano, è un luogo di culto cattolico di Bergamo, con annesso il complesso monastico che originariamente era della congregazione dei Celestini fondata dal cardinale d'origine bergamasca Guglielmo Longhi.

## Storia
La chiesa originaria e il monastero dei padri celestini furono edificati nel 1310 nell'antico borgo di Plorzano che divenne poi borgo Santa Caterina. La chiesa fu edificata per volontà del cardinale Guglielmo Longhi, fondatore anche del monastero che affidò alla congregazione dei celestini, egli era stato cappellano papale di Pietro da Morrone, poi papa Celestino, e priore della Cappella Reale di San Nicola da Bari, che lo nominò cardinale nel 1294 e che fu il fondatore della congregazione dei celestini. Il Longhi aveva ceduto molte delle sue proprietà al nipote Giacomo fu Giovanni de' Longhi facendo cambio però con i terreni posti in località Plorzano per poter fondare il monastero..L'atto fu redatto il 10 novembre 1309 dal segretario e notaio del cardinale Bartolomeo de 'Osa
La chiesa fu consacrata il 10 settembre 1311 dal vescovo di Bergamo Cipriano degli Alessandri. L'edificio venne ampliato durante la prima metà del Trecento, ma, la sua posizione dislocata dal centro urbano lo vide oggetto di saccheggi e devastazioni. Nel 1339, durante gli scontri tra le fazioni che divisero la città orobica, fu invaso dai ghibellini contrari alla chiesa, e nel 1438 venne invaso dall'esercito visconteo.
Il monastero fu abitato da Alberico da Rosciate dal 1358, al ritorno dal suo pellegrinaggio a Roma con la moglie e i tre figli dove pare che avesse incontrato anche Petrarca. È a lui che si devono i lavori di rifacimento e decorazione della chiesa. Egli aveva anche commissionato la realizzazione del chiostro grande completo di una cappella che doveva diventare il suo luogo di sepoltura.
Alberigo si fece inumare nella chiesa, sepolture ricordata con la lapide dove sono è inciso: HIS JACET IN ARCA, LEGUM QUI FUIT ARCA. L'epigrafe fu poi collocata nella chiesa di Santa Maria Maggiore accanto al cenotafio del Longhi.
Il Longhi aveva fondato anche la chiesa di Santo Spirito con l'annesso monastero e ospedale, e quando la congregazione dei celestini facente parte dell'ordine benedettino venne ceduta nel 1475 per volontà dell'amministrazione cittadina, furono vane le richieste di poter ottenere la gestione della struttura da parte dei celestini di Plorzano, che ebbero come loro sostenitore il condottiero Bartolomeo Colleoni imparentato con l'allora priore, ma che per ordine di Roma, passò ai Canonici regolari lateranensi dell'Ordine di Sant'Agostino.
Gli edifici avevano linee architettoniche e arredi molto sobri come era indicato dall'ordine dei padri Benedettini, ma nel Seicento furono modificati con l'aggiunta di stucchi e arredi barocchi, per volontà di Celestino Regazzoni che modificò anche la soffittatura, rimuovendo le antiche capriate con l'aggiunta di un soffitto piano, e con l'affrescatura a opera di Simone Cesareo. Il monastero era completo di due chiostri uno di piccole dimensioni di origini medioevali e uno detto chiostro grande con pilastri in pietra e capitelli trecenteschi provenienti da un luogo differente. Venne aggiunta la grande scalinata a due rampe in pietra.
Nel 1704 la chiesa venne ulteriormente ornata di dipinti e stucchi da Antonio Camuzio, nel medesimo periodo fu aggiunto il porticato esterno sul lato sud della chiesa. Nel 1789 la congregazione fu soppressa da parte della Repubblica di Venezia, e i locali divennero anche sede del seminario fino al 1870 quando furono nuovamente occupati dai padri cappuccini, e proprio in questo tempo si segnala la visita dell'arcivescovo Guglielmo Massaia accompagnato dall'arcivescovo Rocco Cocchia il 24 aprile 1833. I cappuccini dovettero però, dopo un ventennio, lasciare la chiesa. Nel 1890 i locali furono acquistati dall'amministrazione comunale, che vi fece la sede dell'ospedale dei contagiosi. Nel 1938 i locali furono acquistati da Lodovico Goisis che li adibì a orfanotrofio femminile, intitolato alla moglie: Istituto Giuseppina Goisis Buonamici, con la rimozione di parti del monastero e la creazione di un nuovo corpo di fabbrica. Furono poi restaurate parti degli stucchi e della chiesa su direzione dell'ingegnere Luigi Angelini.
Nel Novecento furono eseguiti lavori di manutenzione e restauro con la riapertura della chiesa al culto nel 1939, mentre il convento è gestito dall'istituto delle Suore sacramentine.

## Descrizione

### Esterno
(Luigi Angelini)
La chiesa originariamente aveva un aspetto molto semplice. Il chiostro piccolo è la parte più antica dell'intero complesso.

### Interno
L'aula a unica navata, era composta da tre campate con tetto a capriate poggianti su archi diaframma. La terza campata non si presentava in asse ma leggermente rivolta a sud.
L'edificio fu modificato nel XIII secolo con l'aggiunta di una nuova parte di fabbricato che ha creato la composizione a croce greca, e con la nuova collocazione del presbiterio e dell'altare maggiore spostato di novanta gradi. La zona presbiteriale ha la copertura a volta a crociera con corpose lesene semicircolari che si poggiano su capitelli pensili. La volta mantiene l'affresco raffigurante l'agnello e i simboli della passione di Cristo. La chiesa fu anche innalzata di circa un metro con l'aggiunta di decori ad archetti esterni. La pavimentazione è in lastre nere di ardesia. L'aula sul lato destro, tra la porta e una finestra, conserva la scritta O S C con la croce inserita nella lettera S. Il chiostro conserva sul lato contro la chiesa, l'affresco raffigurante Madonna col Bambino e san Celestino e tre giovani in preghiera.
Nei restauri del 2010 sono stati rinvenuti affreschi molto rovinati, ma databili al Trecento e da attribuire al Maestro dell'Albero della Vita: raffigurano la Madonna in gloria con il Bambino, santo vescovo (forse san Nicola di Bari), sant'Antonio Abate, e tre devoti inginocchiati. Il ciclo I cinque santi: sant'Antonio abate, santo vescovo, santa Caterina d'Alessandria, san Nicola e san Cristoforo sono considerati lavoro di un artista attivo nell'ultimo quarto del XIV secolo chiamato Maestro di San Nicolò ai Celestini.
La volta conserva i dipinti del 1670 di Giuseppe Ceareo.
La torre campanaria realizzata nel 1489, sopra un piccolo edificio preesistente, legata alla parte occidentale della chiesa, è realizzata in pietra da taglio con conci di piccole dimensioni disposte in modo orizzontale, ed è sormontata in cima da una guglia a tronco di cono.